# Arachnospila sibirica
Arachnospila sibirica (лат.) — вид дорожных ос рода Arachnospila (Pompilidae). Южная Сибирь (Россия).

## Этимология
Названы в честь Сибири, крупнейшего региона России, где распространен этот вид.

## Описание
Среднего размера дорожная оса. Всё тело чёрное. Длина около 5—6 мм. Вольселла самцов базально с длинными сильными прямыми волосками. Пениальная вальва апикально без спикул. Гоностили с прямыми волосками только в апикальной части.
Самец этого вида похож на самца монгольской Arachnospila (Ammosphex) timur Wolf & Móczár, 1972 по сходной форме гипопигия, но легко отличается от него наличием вольселлы базально с длинными жесткими прямыми волосками (короткие, мягкие волоски у A. timur), тем, что пениальная вальва апикально без спикул (со спикулами у A. timur), тем, что гоностили с прямыми волосками только в апикальной части (прямые волоски по всей внешней стороне у A. timur).

## Распространение и экология
Этот вид встречается в России: (Республика Алтай, Тува). Населяет степи.